# Cernîn, Tarașcea
Cernîn (în ucraineană Чернин) este localitatea de reședință a comunei Cernîn din raionul Tarașcea, regiunea Kiev, Ucraina.

## Demografie
Componența lingvistică a localității Cernîn
     Ucraineană (98,18%)
     Rusă (1,82%)
Conform recensământului din 2001, majoritatea populației localității Cernîn era vorbitoare de ucraineană (98,18%), existând în minoritate și vorbitori de rusă (1,82%).